# Massaker von Ciepielów

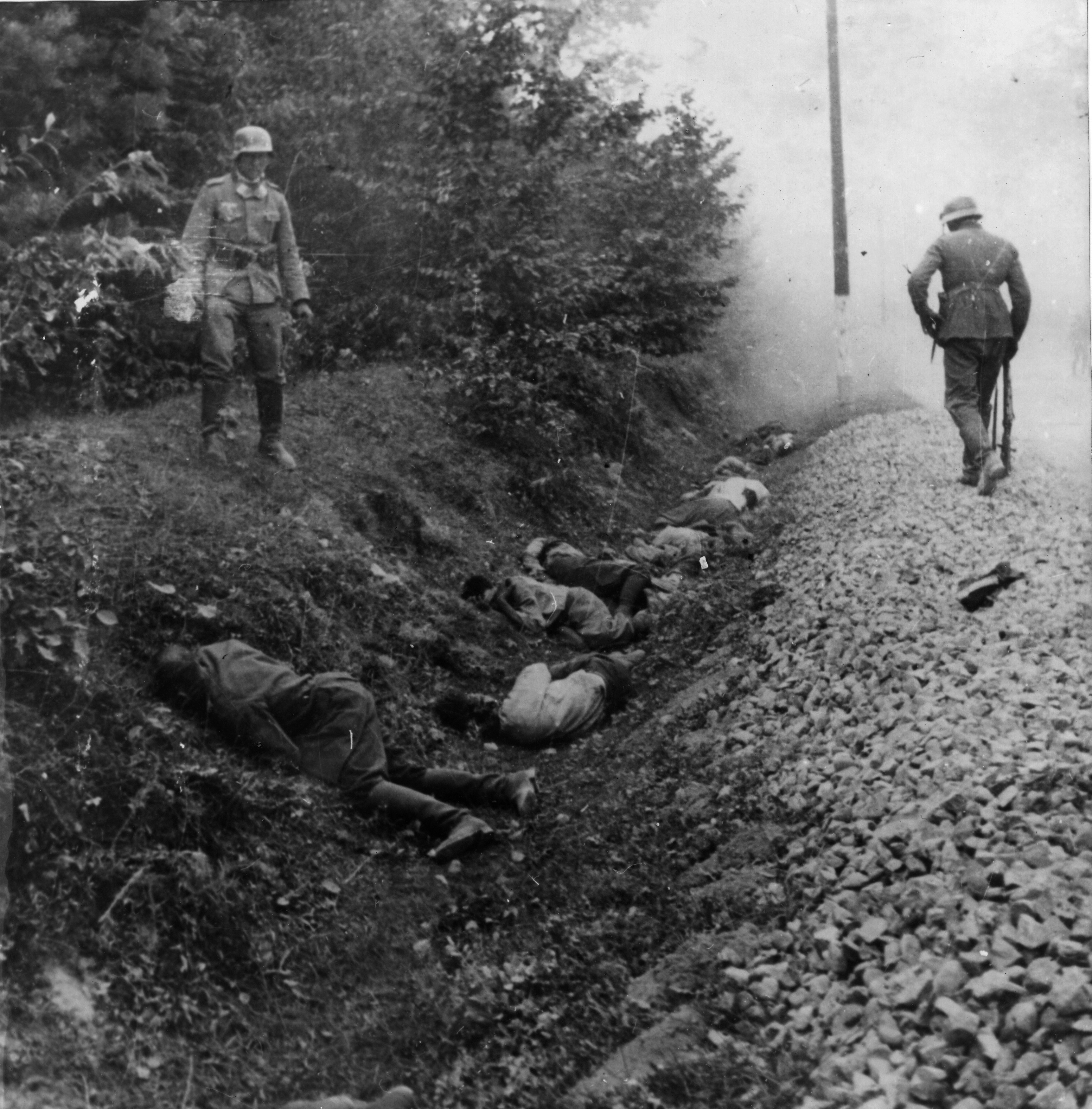
Erschossene im Straßengraben (9. September 1939)

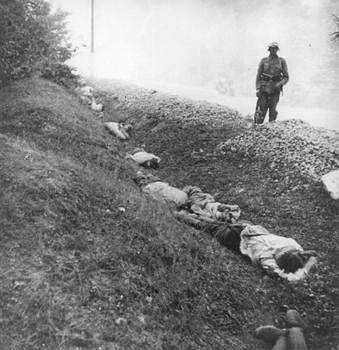
Ciepielów nach der Exekution

Beim Massaker von Ciepielów zu Beginn des Überfalls auf Polen wurden am 8. September 1939 in der Nähe des Ortes Ciepielów etwa 250 polnische Kriegsgefangene durch die deutsche Wehrmacht erschossen. Die Exekution Gefangener stellt völkerrechtlich ein Kriegsverbrechen dar.

## Das Massaker
Während der Schlacht bei Radom stieß das III. Bataillon des Infanterie-Regiments 15 (mot.) im Verband der 29. Infanterie-Division (mot.) entlang des Flusses Weichsel vor, um die dortigen Brücken zu erobern. In der Nähe des Ortes Ciepielów stellte sich diesem Vormarsch das I. Bataillon des 74. Infanterie-Regiments der polnischen 7. Division unter Major Józef Pelc entgegen. Dabei wurden die Soldaten des deutschen Bataillons in ein heftiges Waldgefecht verwickelt. Trotzdem wurde der polnische Widerstand gebrochen und etwa 450 Gefangene eingebracht. Die Verluste der beteiligten deutschen 11. Kompanie betrugen 14 Tote, darunter auch der Kompaniechef Hauptmann Mark von Lewinski. Darüber soll der deutsche Regimentskommandeur Oberstleutnant Walter Wessel in Wut geraten sein und die Erschießung der Gefangenen angeordnet haben. Dabei wurden 250 Gefangene gezwungen sich zu entkleiden und ihre Ausweise abzugeben, weil sie, nach Auffassung des Regimentskommandeurs, ohne ihre Uniformen als Partisanen behandelt und somit erschossen werden dürften. Nachdem die polnischen Soldaten mit Maschinenpistolen erschossen worden waren, wurden ihre Leichen in einem Straßengraben verscharrt. Die übrigen Gefangenen sollen in das rückwärtige Gelände abgeführt worden sein, wo 50 weitere Gefangene durch einen deutschen Panzerwagen erschossen worden sein sollen.
Nach einer etwas anderen Darstellung fielen in dem Waldgefecht etwa 40 polnische Soldaten, während 100 weitere verletzt wurden. Oberstleutnant Wessel soll nach dem Gefecht die Exekution von 150 Gefangenen einschließlich der Verwundeten angeordnet haben. Am folgenden Tag habe eine andere Einheit der 29. Infanterie-Division weitere Erschießungen vorgenommen. Anschließend seien insgesamt etwa 300 Leichen durch die ansässige polnische Bevölkerung beerdigt worden, von denen jedoch die Zahl der regulär im Kampf gefallenen polnischen Soldaten abzuziehen wäre.

## Nachkriegszeit
Im August 1950 wurde der Fall erstmals bekannt, als ein anonymer Brief im polnischen Konsulat in München einging. Er enthielt die privaten Aufzeichnungen eines deutschen Augenzeugen sowie zwei Fotografien. Fast 20 Jahre später sandte die Polnische Hauptkommission zur Untersuchung der NS-Verbrechen die Aufnahmen an die Zentrale Stelle der Landesjustizverwaltung in Ludwigsburg. Daraufhin wurde ein Untersuchungsverfahren gegen Unbekannt eingeleitet, da der verantwortliche Oberstleutnant Wessel bereits während des Krieges in Italien gefallen war. Zeugenaussagen überlebender Angehöriger des Infanterie-Regiments 15 (mot.) brachten keinerlei Ergebnisse. Am 10. Januar 1971 wurde das Verfahren eingestellt. In der Begründung hieß es, dass in dem Gefecht bei Ciepielów 13 deutsche und 250 polnische Soldaten gefallen seien. Somit erklärte der Autor der Verfügung die getöteten Polen zu im Gefecht gefallenen Soldaten.